# 인천 신현동 회화나무
인천 신현동 회화나무는 인천광역시 서구 신현동에 있는 회화나무이다. 대한민국의 천연기념물 제315호로 지정되어 있으며, 나이는 약 500살이다.